# Raïon de Khmilnyk
Le raïon de Khmilnyk (ukrainien : Хмільницький район) est une subdivision administrative de l'oblast de Vinnytsia, dans l'Ouest de l'Ukraine. Son centre administratif est la ville de Khmilnyk.
Depuis le 19 juillet 2020 le raïon est agrandi aux dépens de ses voisins dans le cadre de la réforme administrative de l'Ukraine.

## Lieux d’intérêt

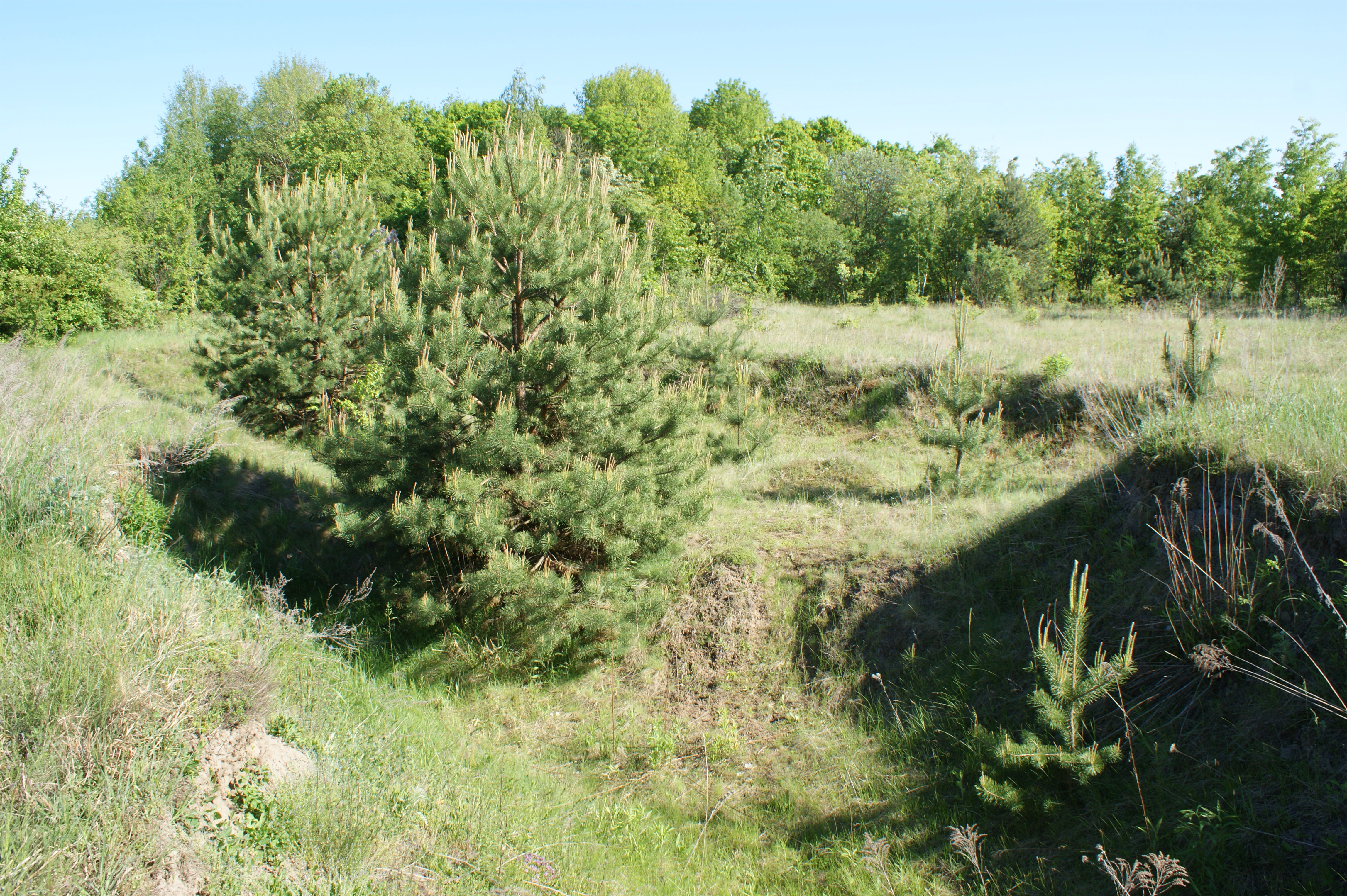
Site de la culture de Tcherniakhov, classé[1],
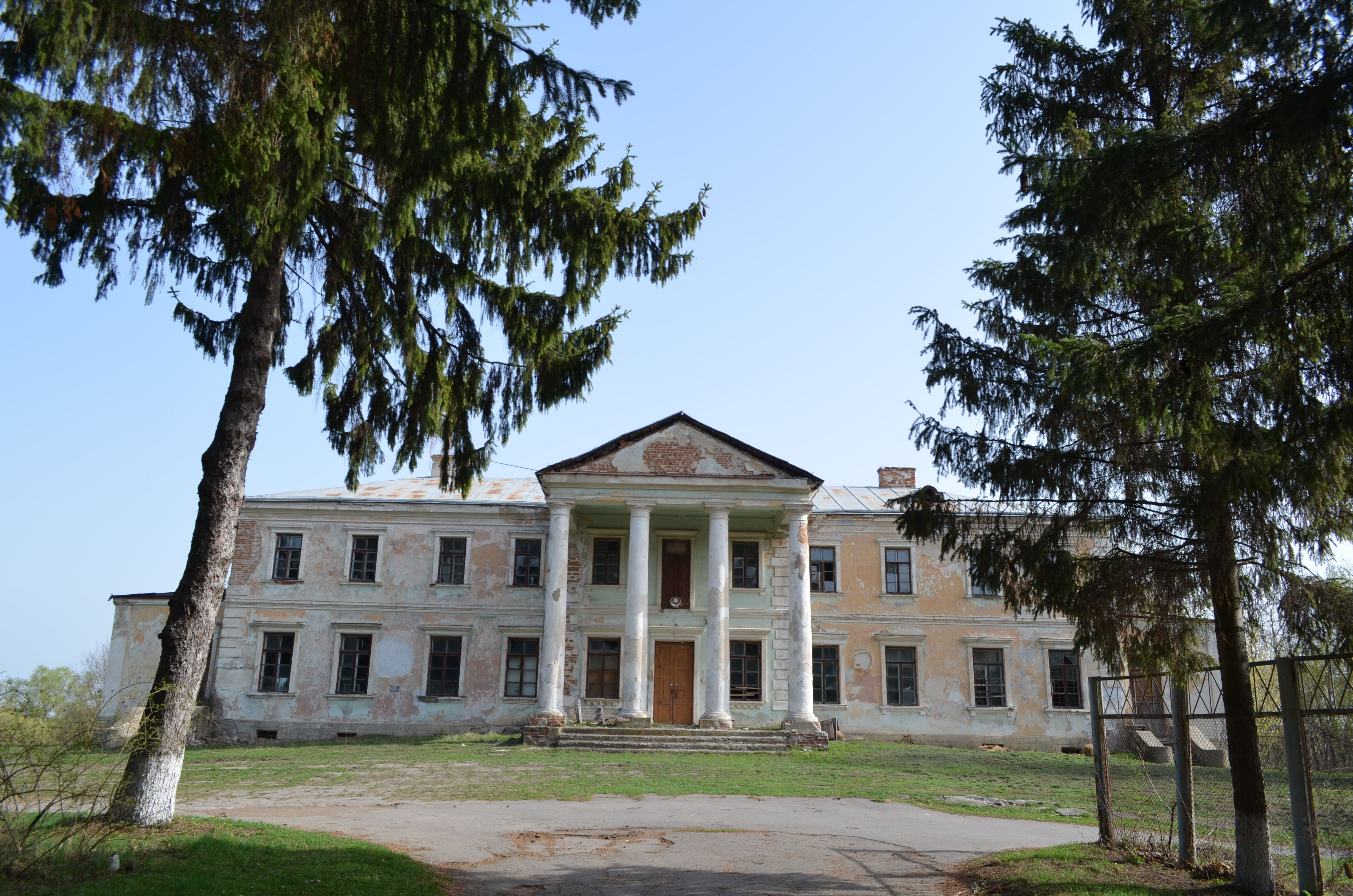
palais à Houchtchyntsi, classé[2],
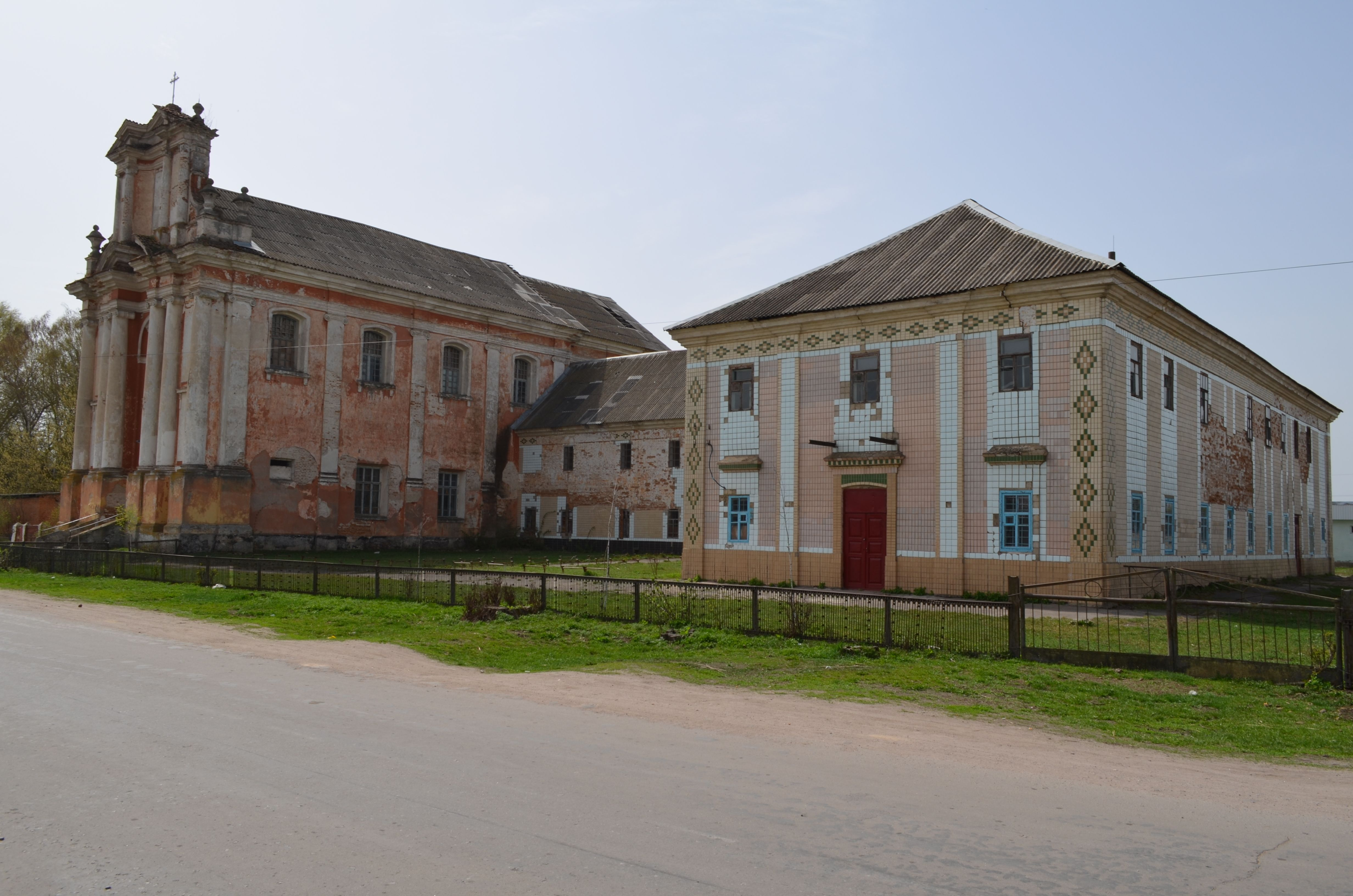
monastère des bernardins à Ivaniv, classé[3],
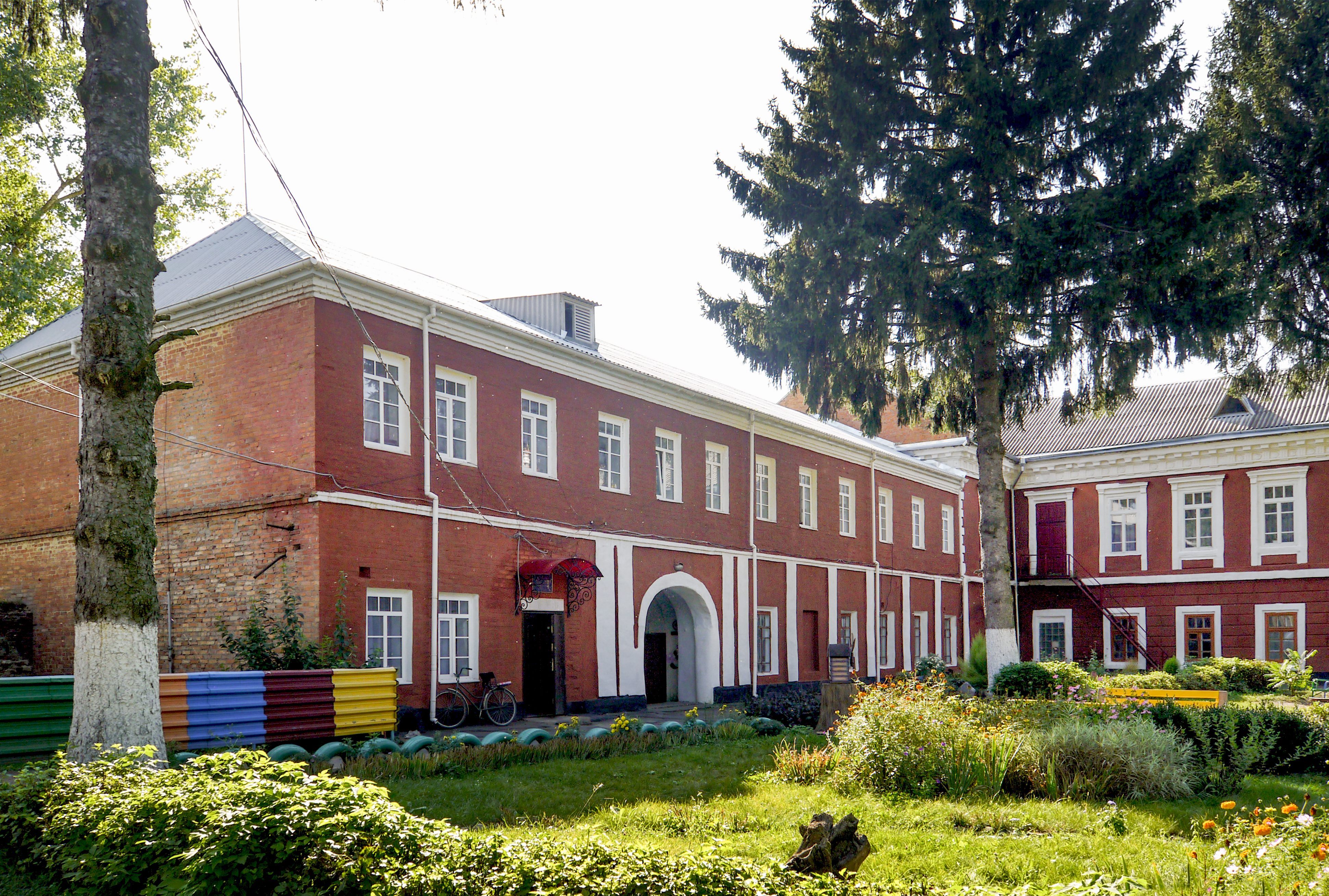
et son château, classé[5],
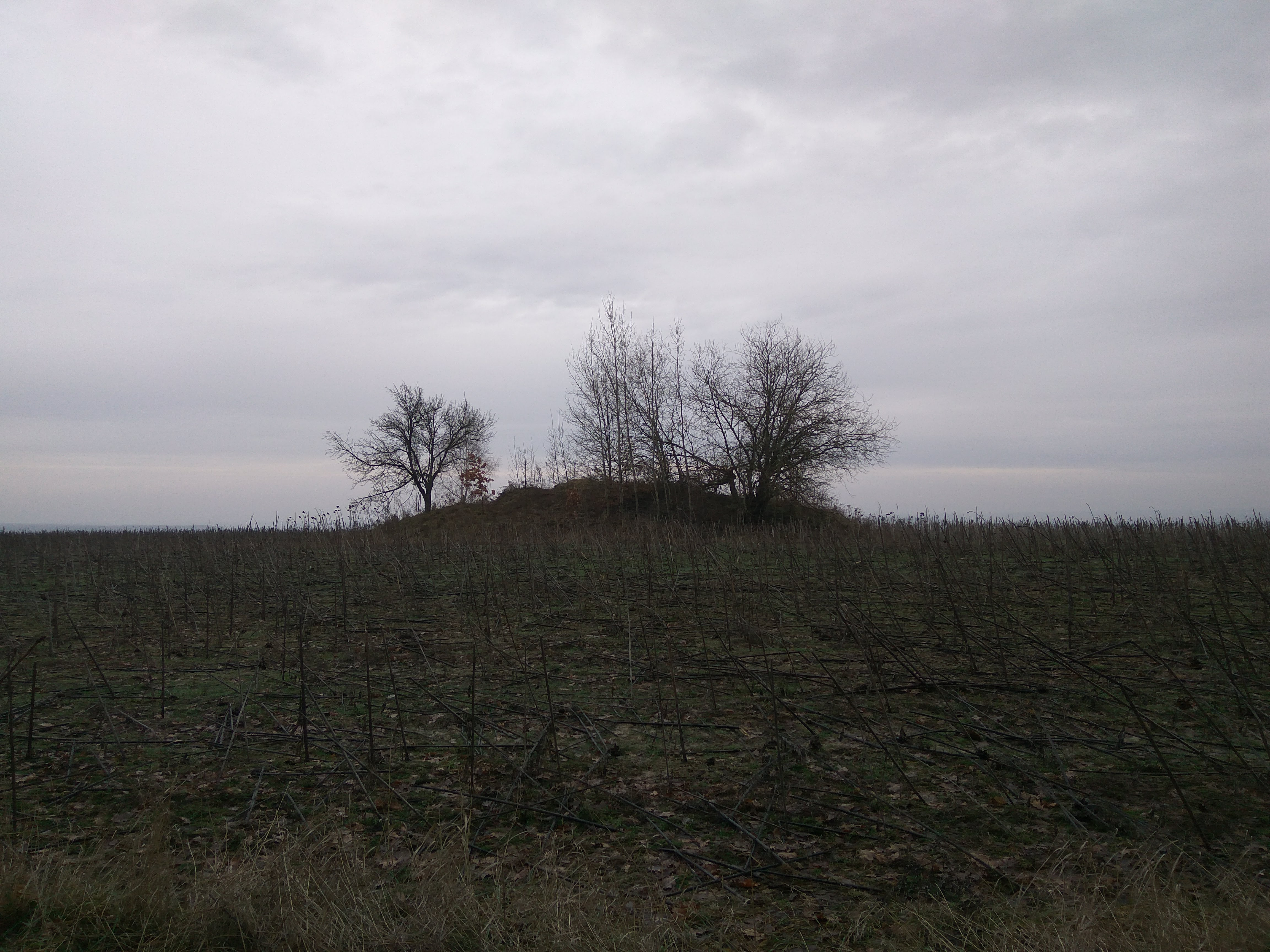
kourganes à Miziakiv, classés[6].